# Недостаје ми Соња Хени
Недостаје ми Соња Хени (енгл. I Miss Sonia Henie) је југословенски и српски документарни и кратки филм из 1971. године. Филм припада остварењима црног таласа, а режирали су га Карпо Година, Тинто Брас, Пуриша Ђорђевић, Милош Форман, Бак Хенри, Душан Макавејев, Пол Мориси и Фредерик Виземан.
Филм се састоји од колажа радова групе аутора, који су за ту прилику написали и снимили кратке филмове од по три минута.

## Улоге
| Глумац           | Улога     |
| ---------------- | --------- |
| Брук Хејвард     |           |
| Соња Хени        | саму себе |
| Бранко Милићевић |           |
| Катарин Рувел    |           |
| Добрила Стојнић  |           |
| Срђан Зеленовић  |           |

## Соња Хени
Соња Хени Осло, 8. април 1912. — лет Париз-Осло, 12. октобар 1969) била је норвешка клизачица и глумица. Освојила је три златне медаље на Зимским олимпијским играма, била је десет пута светска и шест пута европска првакиња. По броју освојених медаља нико ни до данас није успео да је стигне, тако да је Соња до данашњих дана задржала титулу најбоље клизачице света.